# Longxi
Longxi léase Long-Si (en chino:陇西县, pinyin: Lŏngxī Xiàn)  es un condado bajo la administración directa de la ciudad-prefectura de Dingxi en la provincia de Gansu, República Popular China. Su área total es de 2408 kilómetros cuadrados, con una población censada en noviembre de 2010 de 453 259 habitantes.
Situada en el centro sur de la provincia, es bañada por el río Wei, uno de los principales afluentes del río Amarillo.

## Administración
El condado de Longxi divide en 17 pueblos que se administran en 9 poblados y 8 villas, siendo el Poblado Gongchang el asiento del gobierno local.
Poblados:
- Gongchang (巩昌镇)
- Wenfeng (文峰镇)
- Shouyang (首阳镇)
- Caizi (菜子镇)
- Fuxing (福星镇)
- Tong'anyi (通安驿镇)
- Yuntian (云田镇)
- Biyan (碧岩镇)
- Mahe (马河镇)

Villas:
- Weiyang (渭阳乡)
- Hongwei (宏伟乡)
- Heping (和平乡)
- Kezhai (柯寨乡)
- Shuangquan (双泉乡)
- Dexing (德兴乡)
- Yongji (永吉乡)
- Quanjiawan (权家湾乡)

## Geografía
El condado de Longxi está ubicado entre el borde de la meseta de Loes en el noroeste y la zona montañosa de las montañas Qilian . El condado tiene aproximadamente 52 kilómetros de ancho de este a oeste y unos 60 kilómetros de largo de norte a sur. 

## Recursos
A partir de 2012, los recursos minerales probados en el condado de Longxi incluyen principalmente minas de mármol, minas de piedra caliza y arcilla.